# Storena flavopicta
Storena flavopicta är en spindelart som först beskrevs av Simon 1876.  Storena flavopicta ingår i släktet Storena och familjen Zodariidae. Inga underarter finns listade i Catalogue of Life.